# ژنومیک عملکردی
ژنومیک عملکردی (به انگلیسی: functional genomics) شاخه‌ای از زیست‌شناسی مولکولی است که در این شاخه تلاش می‌شود به وسیله اطلاعات حجیم تولید شده در پروژه‌های ژنومیک و ترنسکریپتومیک (مانند پروژه‌های توالی‌یابی دی‌ان‌ای و توالی‌یابی آران‌ای) عملکردها و برهم‌کنش‌های ژن‌ها و پروتئین‌ها توصیف شوند. بر خلاف ژنومیک ساختاری، ژنومیک عملکردی جنبه‌های پویای اطلاعات ژنومیک را مانند رونویسی، ترجمه، ساماندهی بیان ژن و تعامل پروتئین-پروتئین بررسی می‌کند ولی در ژنومیک ساختاری جنبه‌های ایستا مانند توالی دی‌ان‌ای و ساختار آن بررسی می‌شوند.
در ژنومیک عملکردی تلاش می‌شود به سؤالات در حوزه نحوه عملکرد دنا در سطح ژن‌ها، رونویسی‌های رنا و پروتئین‌های حاصل‌شده پاسخ داده شود. ویژگی مهم این گروه از مطالعات این است که در ژنومیک عملکردی بیشتر تلاش می‌شود تا از روش‌های با بازدهی بالا (به انگلیسی: high throughput analysis) و مطالعه کل ژنوم نسبت به رویکرد «مقایسهٔ ژن به ژن» استفاده شود.

ریزآرایه دنا

## اهداف ژنومیک عملکردی
هدف ژنومیک عملکردی فهم ارتباط بین ژنوم متعلق به یک جاندار و فنوتیپ آن است. عبارت ژنومیک عملکردی اغلب به دامنه گسترده‌ای از روش‌ها اطلاق می‌شود که این روش‌ها برای فهم ویژگی‌ها و عملکردهای کلی ژن‌ها و محصولات آن در یک جاندار به کار گرفته می‌شوند. تعریف ژنومیک عملکردی به نوعی متغیر است؛ Gibson و Muse آن را به این صورت تعریف کرده‌اند: «رویکردهایی در دست گسترش برای تعیین کردن ویژگی‌های بیوشیمیایی، سلولی و/یا فیزیولوژیکی تک تک محصولات ژن‌ها»
.
این در حالی است که Pevzener مطالعهٔ عناصر غیر ژنی را هم در تعریف خود آورده‌است: "مطالعه سراسری ژنوم در عملکرد DNA(شامل عناصر ژنی و غیر ژنی) و نوکلئیک اسیدها و محصولات پروتئینی کدگذاری شده توسط DNA".
ژنومیک عملکردی شامل مطالعاتی دربارهٔ تغییرات طبیعی در ژن‌ها، RNAها و پروتئین‌ها در طول زمان (مانند رشد جاندار) یا در نقاط مختلف بدن و همچنین مطالعاتی در حوزه اختلالات طبیعی یا تحقیقاتی (مصنوعی) مؤثر بر ژن‌ها، کروموزوم‌ها، RNAها و پروتئین‌ها می‌شود.
ژنومیک عملکردی نوید گسترش و ترکیب دانش ژنومیک و پروتئومیک را برای درک بهتر ویژگی‌های پویای یک جاندار در سطح سلولی و ارگانیسمی می‌دهد. در این صورت اطلاعات بیشتری از اینکه چگونه یک کنش زیستی از اطلاعات رمزگذاری شده در ژنوم جاندار حاصل می‌شود، به دست خواهیم آورد. فهمیدن اینکه چگونه یک جهش ژنتیکی موجب بروز یک فنوتیپ خاص می‌گردد پیامدهای بسیار مهمی برای مطالعه بیماری‌های ژنتیک انسان دارد؛ زیرا ممکن است پاسخ به این سوالات منجر به تولید یک روش درمانی جدید برای یک بیماری گردد.

## شیوه‌ها و کاربردها
ژنومیک عملکردی شامل جنبه‌های مرتبط با خود ژنوم مانند جهش، چندریختی (مانند چندریختی تک-نوکلئوتیدی) و همچنین اندازه‌گیری فعالیت‌های مولکولی می‌شود. مورد آخر خود شامل تعدادی از اُمیک‌ها مانند ترنسکریپتومیک، پروتئومیک و متابولومیک می‌شود. ژنومیک عملکردی از شیوه‌های چندگانه برای اندازه‌گیری فراوانی بسیاری یا همه محصولات ژنی مانند mRNA یا پروتئین در یک نمونه زیستی استفاده می‌کند. در نهایت این روش‌ها با کمک یکدیگر درک ما از عملکرد ژن‌ها و پروتئین‌ها را بالاتر می‌برند.

### در سطح DNA

#### نگاشت برهم‌کنش ژنتیکی
حذف دو به دوی ژن‌ها یا مهار کردن بیان آن‌ها به صورت سازمان‌یافته می‌تواند برای شناسایی ژن‌هایی که عملکرد مرتبط دارند حتی در صورتی که به صورت مستقیم هم با یکدیگر برهم‌کنش نداشته باشند، استفاده شود. اپی‌استاتیس اشاره به این حقیقت دارد که اثر مهار کردن دو ژن مختلف ممکن است تأثیری متفاوت با مجموع اثرات مهار کردن تک تک آن‌ها داشته باشد. به عبارت دیگر تأثیری که مهار شدن دو ژن به صورت همزمان بر روی یک فنوتیپ دارد، الزاماً برابر با مجموع اثرات مهار شدن جداگانهٔ آن ژن‌ها نیست و ممکن است کاملاً متفاوت باشد.

#### پروژه ENCODE
پروژه
Encyclopedia of DNA elements
یا به طور مخفف
ENCODE
یک پروژه عمیق برای تحلیل عمقی ژنوم انسان است و هدف آن مشخص کردن همه عناصر عملکردی DNA در ناحیه‌های کدگذاری‌شده و غیرکدگذاری‌شده‌است. تاکنون قسمت آزمایشی این مطالعه کامل شده‌است که صدها آزمایش صورت گرفته بر ۴۴ ناحیه شناخته‌شده و ناشناخته سازنده حدود ۱٪ از ژنوم انسان مشمول آن می‌شوند. از نتایج مهم آن می‌توان به رونویسی‌های تصادفی، کشف نواحی جدید تنظیم‌کننده رونویسی و درک بهتری از نحوه تغییر کروماتین اشاره کرد.

### در سطح RNA: پروفایل‌بندی ترنسکریپتوم‌ها

#### ریزآرایه‌ها
ریزآرایه‌ها مقدار mRNA موجود در یک نمونه را با استفاده از دنباله ژن متناظر با آن می‌سنجند. دنباله‌های کاوشگر (به انگلیسی: probe sequence) بر روی یک سطح ثابت می‌شوند و می‌توانند با mRNA «هدف» که توسط فلوئورسنت علامت‌گذاری شده‌است، هیبرید شوند. به این ترتیب شدت فلوئورسنس در هر نقطه متناظر با میزان حضور دنباله mRNA در نمونه است. ریزآرایه‌ها در شناسایی ژن‌های شرکت‌کننده در یک فرایند یا یک بیماری نیز می‌توانند استفاده شوند؛ به کمک تمایز میان میزان رونویسی شدن گروهی از ژن‌های مورد مطالعه میان جمعیتی که بیماری را دارد و جمعیت سالم می‌توان این دسته از ژن‌ها را به وسیله ریزآرایه شناسایی کرد.

#### SAGE
مطالعه سریالی بیان ژن
یا به طور مخفف
SAGE
روش جایگزینی برای مطالعه بیان ژن‌ها بر اساس توالی‌یابی RNA به جای استفاده از هیبرید کردن است. در SAGE تعداد ۱۰ الی ۱۷ جفت‌باز از هر ژن که به صورت یکتا آن ژن را مشخص می‌کنند، توالی‌یابی می‌شوند. خروجی SAGE برابر با میزان ترنسکریپت‌ها در هر سلول است. به دلیل اینکه در SAGE از قبل پیش فرضی در مورد حضور یا عدم حضور ژن‌ها نمی‌شود (بر خلاف ریز آرایه‌ها که از قبل دنباله‌های کاوشگر در سطح آن ثابت شده‌اند) نتایج حاصل تمایل‌یافته (به انگلیسی: biased) نخواهند بود.

#### توالی‌یابی RNA کوچک
RNAهای کوچک دسته‌ای از مولکول‌های RNA غیرترجمه‌شونده هستند که نقش مهمی در تنظیم و خاموش کردن ژن‌ها یا RNAها دارند. توالی‌یابی نسل آینده ابزار استاندارد کشف RNA غیرترجمه‌شونده هستند و از این طریق تحلیل و بررسی می‌شوند.

### ژنومیک عملکردی و بیوانفورماتیک
به دلیل حجم زیاد اطلاعات تولید شده به وسیله روش‌های گفته شده و لزوم جدا استخراج الگوهای معنی‌دار از این حجم از داده‌های خام، استفاده از بیوانفورماتیک برای تحلیل و بررسی داده‌های ژنومیک عملکردی ضروری است. از روش‌های استفاده شده در بیوانفورماتیک می‌توان از خوشه‌بندی، تحلیل مؤلفه‌های اصلی برای یادگیری بی‌نظارت و همچنین شبکه عصبی مصنوعی و ماشین بردار پشتیبانی برای یادگیری با نظارت نام برد.
تحلیل‌های هستی‌شناسی (به انگلیسی: gene ontology) توسط
و
مطالعه‌های GSEA
یا Gene Set Enrichment Analysis
و مبتنی بر مسیرهای زیست‌شناسی (به انگلیسی: biological pathways) توسط
Ingenuity
و
Pathway Studio
و تحلیل‌های مبتنی بر کمپلکس‌های پروتئینی توسط
COMPLEAT
انجام می‌شوند.